# Mettauertal
Mettauertal (schweizerdeutsch: ˈmætəbərtɑːl) ist eine Einwohnergemeinde im Schweizer Kanton Aargau. Sie gehört zum Bezirk Laufenburg und liegt im Nordosten der Region Fricktal an der Grenze zu Deutschland, rund fünf Kilometer östlich des Bezirkshauptorts. Mettauertal entstand 2010 durch die Fusion der Gemeinden Etzgen, Hottwil, Mettau, Oberhofen und Wil. Mit einer Fläche von über 21 km² ist diese Gemeinde die flächenmässig drittgrösste des Kantons.
Im geographischen Sinne ist das Mettauertal eine Talschaft, die vom Etzgerbach und dem Mettauerbach durchflossen wird. Am oberen Ende des Mettauerbachs liegt die Gemeinde Gansingen, die sich nicht mit den übrigen Gemeinden im Tal zusammengeschlossen hat.

## Geographie
Die Gemeinde liegt inmitten des Tafeljuras zwischen Aare- und Rheintal und besteht aus fünf Dörfern sowie mehreren verstreut liegenden Weilern und Einzelhöfen. Hauptabfluss ist der Etzgerbach. Er entspringt bei Hottwil (415 m ü. M.), fliesst anschliessend in nordwestlicher und westlicher Richtung durch Wil (381 m ü. M.) und Mettau (347 m ü. M.), passiert Etzgen (336 m ü. M.) und mündet in den Rhein. Oberhofen (364 m ü. M.) liegt in einem Seitental am Mettauerbach; dieser fliesst in nördlicher Richtung und mündet bei Mettau in den Etzgerbach.
Auf allen Seiten sind die im Talgrund liegenden Dörfer von Hügeln umgeben. Diese steigen in der Regel im unteren Bereich steil an und gehen in gering ansteigende Hochebenen über. Nur bei Hottwil sind die Steigungen weitgehend gleichmässig. Nördlich von Etzgen weitet sich der schmale Uferstreifen entlang des Rheins zu einer bis zu 500 Meter breiten Ebene aus. Die wichtigsten Erhebungen sind Ebni (505 m ü. M.) bei Etzgen, Ischlag (508 m ü. M.) und Egghalde (566 m ü. M.) bei Mettau, Weisstannenkopf (566 m ü. M.), Ebnet (535 m ü. M.) und Obere Rüti (605 m ü. M.) bei Wil, Meiershalde (562 m ü. M.) bei Oberhofen sowie Laubberg (649 m ü. M.), Hottwilerhorn (646 m ü. M.), Wessenberg (605 m ü. M.) und Beiberg (585 m ü. M.) bei Hottwil.
Die Fläche des Gemeindegebiets beträgt 2159 Hektaren, davon sind 872 Hektaren bewaldet und 165 Hektaren überbaut. Mettauertal ist somit die flächenmässig grösste Gemeinde des Kantons Aargau. Die höchste Stelle ist der Gipfel des Laubbergs, die tiefste Stelle befindet sich auf 300 m ü. M. am Rhein südwestlich von Etzgen. Das Gemeindegebiet von Mettauertal ist Teil des Juraparks Aargau, einem «Regionalen Naturpark von nationaler Bedeutung». Nachbargemeinden sind Schwaderloch im Norden, Leibstadt im Nordosten, Leuggern und Mandach im Osten, Villigen im Südosten, Remigen im Süden, Gansingen im Südwesten sowie Laufenburg im Westen. Im Nordwesten grenzt Mettauertal an die deutschen Gemeinden Albbruck und Laufenburg (Baden) im Bundesland Baden-Württemberg.

## Geschichte

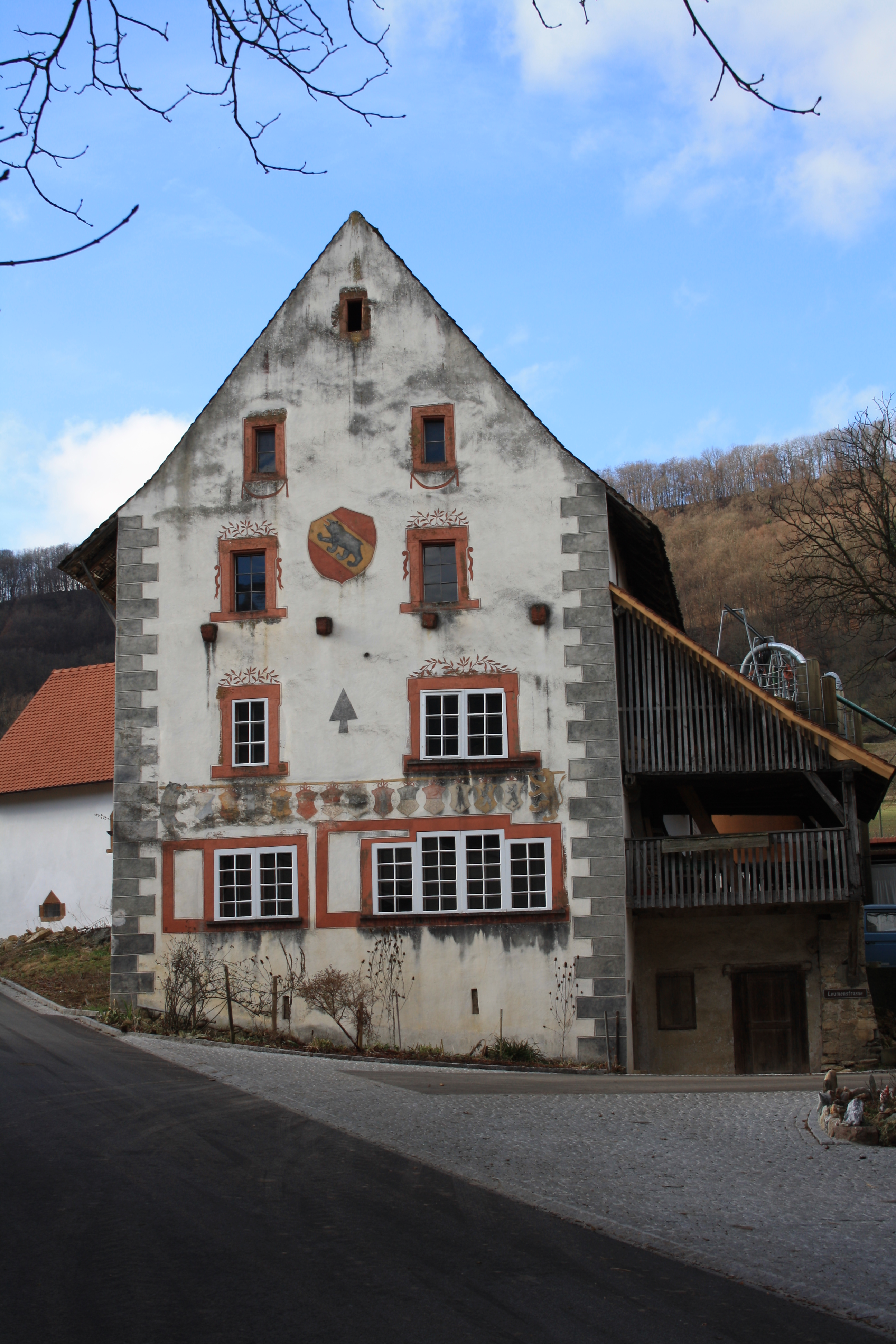
Ehemalige Untervogtei in Hottwil

Eine 1922 in Mettau gefundene Goldmünze weist darauf hin, dass während der Römerzeit ein Weg von Vindonissa durch das Mettauertal zum Rhein existierte. Während des 4. Jahrhunderts bildete der Rhein die Nordgrenze des Römischen Reichs. Die Legio VIII Augusta baute im Jahr 371 bei Etzgen drei Wachttürme, von denen allerdings keine Spuren erhalten geblieben sind. Ab dem 5. Jahrhundert besiedelten die Alamannen die Region.
Im Mittelalter wurden vier der fünf Dörfer erstmals urkundlich erwähnt (Hottwil 1150, Mettau 1254, Wil 1318, Etzgen 1448). In den Dörfern Etzgen, Mettau und Wil übten die Grafen von Habsburg-Laufenburg die Landesherrschaft aus, ab 1386 die ältere Linie der Habsburger. Ab 1468 waren die Dörfer an die Burgunder verpfändet, kamen aber 1477 wieder zu Vorderösterreich. Die österreichische Herrschaft endete 1797 mit der Besetzung des Fricktals durch französische Truppen. Die Region bildete ab Februar 1802 den Kanton Fricktal, der sich im August der Helvetischen Republik anschloss und dadurch schweizerisch wurde. Einen anderen Verlauf nahm die Geschichte Hottwils: Die Habsburger verpfändeten das Dorf 1316 an die Herren von Wessenberg. Im Waldshuterkrieg wurde das Dorf von den Bernern erobert, die 1528 auch die Reformation einführten. Bis zur Eroberung durch die Franzosen im Jahr 1798 lag Hottwil im Berner Aargau.
Um 1800 entstand das Dorf Oberhofen als Ausbausiedlung. 1803, im Jahr der Gründung des Kantons Aargau, gehörten Wil, Oberhofen und Etzgen zur Gemeinde Mettau. Wil bildete umgehend eine eigenständige Gemeinde, Oberhofen folgte 1832, Etzgen ein Jahr darauf. Hottwil war seit jeher eigenständig; im Gegensatz zu den übrigen Gemeinden gehörte es nicht zum Bezirk Laufenburg, sondern zum Bezirk Brugg. Zwar siedelten sich in Etzgen nach der Eröffnung der Bahnstrecke Koblenz–Stein-Säckingen im Jahr 1892 einzelne Industriebetriebe an, die Gemeinden an Etzgerbach und Mettauerbach blieben jedoch weitgehend landwirtschaftlich geprägt und entwickelten sich in der zweiten Hälfte des 20. Jahrhunderts zu Wohngemeinden.
Am 20. März 2008 beschlossen die Gemeindeversammlungen von Etzgen, Hottwil, Mettau, Oberhofen und Wil die Fusion zur Gemeinde Mettauertal. Dieser Entscheid wurde bei Urnenabstimmungen am 1. Juni 2008 mit klaren Mehrheiten bestätigt. Der Zusammenschluss erfolgte am 1. Januar 2010, die Verwaltung der neuen Gemeinde befindet sich in Mettau. Die Gemeinde Gansingen, die zunächst ebenfalls am Fusionsprojekt beteiligt gewesen war, hatte am 21. September 2007 die Fusion klar abgelehnt, woraufhin die übrigen Gemeinden ein neues (und letztlich erfolgreiches) Projekt ausarbeiteten.

## Wappen
Die Blasonierung des Gemeindewappens lautet: «In Blau über zwei weissen Wellenbalken ungesichtete strahlende gelbe Sonne.» Das Wappen wurde am 27. November 2009 an der ersten Gemeindeversammlung der neuen Gemeinde von den anwesenden Stimmberechtigten genehmigt, wobei zwei Vorschläge zur Auswahl standen.

## Bevölkerung
Die folgenden Angaben beruhen auf den Summen der fünf fusionierten Gemeinden.
Die Einwohnerzahlen entwickelten sich wie folgt:
| Jahr      | 1850 | 1900 | 1930 | 1950 | 1960 | 1970 | 1980 | 1990 | 2000 | 2010 | 2020 |
| Einwohner | 2062 | 1471 | 1446 | 1537 | 1520 | 1496 | 1532 | 1709 | 1869 | 1931 | 2067 |

Am 31. Dezember 2023 lebten 2158 Menschen in Mettauertal, der Ausländeranteil betrug 19,5 %. Bei der Volkszählung 2015 bezeichneten sich 49,0 % als römisch-katholisch und 18,2 % als reformiert; 32,8 % waren konfessionslos oder gehörten anderen Glaubensrichtungen an (Hottwil ist mehrheitlich reformiert, die übrigen Dörfer sind mehrheitlich römisch-katholisch). 96,0 % gaben bei der Volkszählung 2000 Deutsch als ihre Hauptsprache an.

## Politik und Recht
Die Versammlung der Stimmberechtigten, die Gemeindeversammlung, übt die Legislativgewalt aus. Ausführende Behörde ist der siebenköpfige Gemeinderat. Er wird im Majorzverfahren vom Volk gewählt, seine Amtsdauer beträgt vier Jahre. Der Gemeinderat führt und repräsentiert die Gemeinde. Dazu vollzieht er die Beschlüsse der Gemeindeversammlung und die Aufgaben, die ihm vom Kanton zugeteilt wurden. Für Rechtsstreitigkeiten ist in erster Instanz das Bezirksgericht Laufenburg zuständig. Mettauertal gehört zum Friedensrichterkreis X (Mettau).

## Wirtschaft
In der Gemeinde Mettauertal gibt es gemäss der im Jahr 2015 erhobenen Statistik der Unternehmensstruktur (STATENT) rund 800 Arbeitsplätze, davon 18 % in der Landwirtschaft, 45 % in der Industrie und 37 % im Dienstleistungssektor. Die Industriearbeitsplätze konzentrieren sich auf Etzgen, wo die Metall verarbeitende Industrie mit mehreren Betrieben vertreten ist. Die vier übrigen Dörfer sind landwirtschaftlich-gewerblich geprägt. Zahlreiche Erwerbstätige sind Wegpendler und arbeiten in den grösseren Gemeinden des Fricktals und des unteren Aaretals.
Der Weinbau ist von grosser Bedeutung, wobei sich der grösste Teil der Rebberge auf den Südhang der Ebnet oberhalb von Wil und auf den Westhang des Wessenbergs oberhalb von Hottwil konzentriert. Hingegen sind die Anbauflächen in Etzgen und Oberhofen minimal. Insgesamt war im Jahr 2018 eine Fläche von 15,1 Hektaren mit Reben bestockt. Es werden rund zwei Dutzend Sorten angebaut, es überwiegen Blauburgunder, Riesling × Sylvaner und Sauvignon Blanc.

## Verkehr
Den geographischen Begebenheiten der Gemeinde entsprechend sind die Verkehrswege auf drei Hauptachsen ausgerichtet. Durch die Industriezone von Etzgen führen dem Rhein entlang die Hauptstrasse 7 und die Bahnstrecke Koblenz–Stein-Säckingen. Von Etzgen aus verläuft die Kantonsstrasse 277 via Mettau, Oberhofen, Gansingen und weiter über den Bürersteig in Richtung Brugg. Südöstlich von Mettau zweigt die Kantonsstrasse 444 ab, die Wil und Hottwil erschliesst und auf dem Bürersteig auf die Kantonsstrasse nach Brugg trifft. Nebenstrassen verbinden Hottwil mit Gansingen, Mandach und Villigen.
Von Laufenburg aus, wo Anschluss an die S-Bahn Basel besteht, wird das Gemeindegebiet mit zwei Postautolinien erschlossen. Die erste Linie führt über Etzgen und Leibstadt nach Döttingen, die zweite verbindet alle Dörfer der Gemeinde miteinander und verkehrt weiter zum Bahnhof Brugg. Die Rheintal-Bahnlinie mitsamt dem Bahnhof Etzgen ist seit 1994 zwischen Laufenburg und Koblenz für den Personenverkehr stillgelegt. Mettauertal gehört wie alle Gemeinden des Bezirks Laufenburg zum Tarifverbund Nordwestschweiz.

## Bildung
In den Dörfern Etzgen und Wil gibt es je ein Schulhaus mit Primarschule und Kindergarten. Die Schulstandorte Hottwil und Mettau wurden bereits 2006 aufgehoben, in Oberhofen erfolgte dieser Schritt mit Ende des Schuljahres 2009/10. Die Bezirksschule, die Sekundarschule und die Realschule können im Schulzentrum Blauen in Laufenburg besucht werden. Die nächstgelegenen Gymnasien befinden sich in Aarau (Alte Kantonsschule und Neue Kantonsschule); aufgrund einer interkantonalen Vereinbarung können Jugendliche aus Teilen des Fricktals das Gymnasium auch in Muttenz (Kanton Basel-Landschaft) oder in Basel absolvieren.